# Maxillaria pannieri
Maxillaria pannieri är en orkidéart som beskrevs av Ernesto Foldats. Maxillaria pannieri ingår i släktet Maxillaria och familjen orkidéer. Inga underarter finns listade i Catalogue of Life.